# Johann Burchard Freystein
Johann Burchard Freystein (Weißenfels, 18 de abril de 1671-Dresde, 1 de abril de 1718) fue un abogado y escritor de himnos alemán.

## Biografía
Freystein nació en Weißenfels, hijo de Samuel Adam Freystein, vicecanciller del duque Augusto de Sajonia-Weissenfels, inspector del gymnasium de la ciudad.
Johann Burchard Freyenstein estudió Derecho, Matemáticas, Filosofía y Arquitectura en la Universidad de Leipzig. Pasó algún tiempo en Berlín y Halle. En 1695, obtuvo su doctorado en Derecho en la Universidad de Jena. Luego fundó su propia firma en Dresde. En 1703, fue consejero en Gotha y, en 1709, regresó como consejero de la corte y la ley a Dresde, donde falleció.
La religiosidad de Freystein fue influenciada por Philipp Jakob Spener.

## Obra
El himno de Freystein «Mache dich, mein Geist, bereit, wache, fleh und bete» todavía se puede encontrar en los himnarios protestantes (ECG 261, himnario luterano EC 387). Johann Sebastian Bach lo utilizó como base para su cantata coral Mache dich, mein Geist, bereit, BWV 115.